# Municipio de Mountain (condado de Cleburne)
El municipio de Mountain (en inglés: Mountain Township) es un municipio ubicado en el condado de Cleburne en el estado estadounidense de Arkansas. En el año 2010 tenía una población de 668 habitantes y una densidad poblacional de 8,56 personas por km².

## Geografía
El municipio de Mountain se encuentra ubicado en las coordenadas 35°24′44″N 91°57′57″O / 35.41222, -91.96583. Según la Oficina del Censo de los Estados Unidos, el municipio tiene una superficie total de 78.03 km², de la cual 78,03 km² corresponden a tierra firme y (0 %) 0 km² es agua.

## Demografía
Según el censo de 2010, había 668 personas residiendo en el municipio de Mountain. La densidad de población era de 8,56 hab./km². De los 668 habitantes, el municipio de Mountain estaba compuesto por el 96,71 % blancos, el 0,3 % eran afroamericanos, el 1,05 % eran amerindios, el 0,3 % eran de otras razas y el 1,65 % eran de una mezcla de razas. Del total de la población el 1,35 % eran hispanos o latinos de cualquier raza.